# 18 Korpus Pancerny (ZSRR)
18 Znamiensko-Budapesztański Korpus Pancerny odznaczony Orderem Czerwonego Sztandaru, Orderem Suworowa i Kutuzowa (ros. 18-й Знаменско-Будапештский Краснознамённый орденов Суворова и Кутузова танковый корпус) – jednostka pancerna Armii Czerwonej z okresu II wojny światowej.
Formowanie Korpusu rozpoczęto na podstawie dyrektywy z 23 czerwca 1942 roku.
W działaniach bojowych prowadzonych przeciw armii niemieckiej dowodzony był przez gen. mjra Iwana Czerniachowskiego. 16 Korpus Pancerny pozostawał w odwodzie Naczelnego Dowództwa Armii Czerwonej i 1 lipca 1942 posiadał na wyposażeniu 181 czołgów.
Następnie 18 KPanc. był podporządkowany dowództwu 2 Frontu Ukraińskiego, prowadząc działania bojowe na jego korzyść.
Jego szlak bojowy prowadził z Woroneża m.in. przez: Charków, Timiszoarę, Budapeszt i Wiedeń, a zakończony został w rejonie Amstetten.

## Dowództwo korpusu
Dowódcy:
- gen. mjr Iwan Czerniachowski[5] (15.06.1942 – 24.07.1942),
- gen. mjr Iwan Korczagin (04.08.1942 – 06.09.1942),
- gen. mjr Borys Bacharow (20.09.1942 – 25.07.1943),
- gen. mjr Kuźma Tryfanow (10.09.1943 – 18.10.1943),
- płk Aleksandr Firsowicz (17.10.1943 – 23.12.1943),
- gen. mjr Wasilij Połozkow[3] (09.02.1944 – 28.08.1944),
- gen. por. Piotr Goworunienko (28.08.1944 – 09.05.1945)[1]

Szefowie sztabu:
- płk Borys Jeremiew (07.07.1942 – 20.09.1942),
- płk Iwan Guszenko (20.09.1942 – 28.02.1943),
- płk Iwan Kolesnikow (01.02.1943 – 31.05.1943),
- płk Konstantin Worobiew (01.05.1943 – 10.09.1943),
- ppłk Władimir Smirnow (10.09.1943 – 24.12.1943),
- płk Fiodor Biełozierow (24.12.1943 – 09.05.1945)[4].

## Struktura organizacyjna
Skład 1 lipca 1942:
- 110 Brygada Pancerna
- 180 Brygada Pancerna
- 181 Brygada Pancerna
- 20 Brygada Piechoty Zmotoryzowanej[1].